# 三川軍一
三川 軍一（みかわ ぐんいち、1888年8月29日 - 1981年2月25日）は、日本の海軍軍人。海兵38期・海大22期。最終階級は海軍中将。

## 経歴
1888年8月29日広島県で生まれる。広島一中を経て、1910年7月海軍兵学校38期を3位／149名の好成績で卒業。1912年12月戦艦「金剛」乗組。1913年7月巡洋艦「宗谷」乗組。1913年12月海軍中尉に進級、水雷学校普通科学生。1914年5月砲術学校普通科学生。1914年12月巡洋艦「阿蘇」乗組。1916年2月駆逐艦「杉」乗組。
1916年海軍大尉に進級。海軍大学校乙種学生（航海）。1917年5月海軍大学校専修学生。1917年12月運送艦「青島」航海長。1918年3月フランスに派遣される。1920年5月戦艦「榛名」分隊長。1920年7月軽巡「龍田」航海長。1921年11月巡洋戦艦「生駒」航海長。1922年5月敷設艦「阿蘇」航海長。1922年12月海軍少佐へ進級。1924年11月海軍大学甲種22期卒業。
1928年12月フランス派遣。1929年国際連盟海軍代表随員。1930年フランス大使館付武官。1930年12月海軍大佐へ進級。1931年8月15日「早鞆」特務艦長。1931年12月1日海軍兵学校教頭に就任。1934年2月20日巡洋艦「青葉」艦長。1934年11月15日巡洋艦「鳥海」艦長。1935年11月15日戦艦「霧島」艦長。1936年12月1日海軍少将へ進級、第二艦隊参謀長に就任。1937年11月15日軍令部第二部長に就任。1939年11月15日第七戦隊司令官に就任。1940年11月1日第五戦隊司令官に就任。1940年11月15日海軍中将へ進級。
1941年9月6日第一航空艦隊所属の第三戦隊司令官に就任。一航艦における次席指揮官。1941年12月8日真珠湾攻撃に参加、太平洋戦争勃発。攻撃後、三川は再攻撃の意見具申を行ったが、一航艦長官南雲忠一は予定通り攻撃せず離脱を決定した。
1942年1月20日 - 22日ラバウル・カビエン攻略支援に参加。1942年3月ジャワ海掃討戦に参加。1942年4月インド洋作戦セイロン沖海戦に参加。1942年6月5日 - 7日ミッドウェー海戦に参加。
1942年7月14日第八艦隊司令長官に親補される。1942年8月8日から9日にかけての第一次ソロモン海戦を指揮し、敵重巡洋艦部隊を壊滅（撃沈四隻、大破一隻）させる武功を挙げた。この時敵輸送船団撃滅を行わず反転したことに批判もあるが、連合艦隊司令部は三川に対し作戦目標が輸送船団であるとは明示しておらず、友軍機の援護を欠いた状態での、友軍基地（ラバウル）から遠く離れたガ島海域での行動を懸念した三川の判断が公的に問題視されることはなかった。
なお、第一次ソロモン海戦が戦われる8日までにアメリカ軍輸送船団はガダルカナル島への揚陸を完了していず、特に野戦重砲などの重火器は一切揚陸されていなかった。9日、夜が明けると、物資を積んだままのアメリカ軍輸送船団は、残余の連合軍艦艇と共にガ島海域から撤退した。ガ島に上陸したアメリカ第1海兵師団は、航空部隊と水上部隊の援護を受けられず、装備や糧食も不十分な状態で放置された。その状態はアメリカ軍が占領しているガ島の飛行場にF4F戦闘機19機とSBD艦爆12機が進出してガ島上空の制空権をアメリカ軍が獲得し、輸送船団による補給が再開された8月20日まで続いた。
1942年11月12日 - 15日第三次ソロモン海戦に参加。1943年4月20日海軍航海学校長に就任。1943年9月3日第二南遣艦隊司令長官に親補される。1944年6月、南西方面艦隊司令長官 兼 第13航空艦隊司令長官に親補される。1944年8月、第三南遣艦隊司令長官を兼ねる。1944年11月1日軍令部出仕。1944年12月「S事件調査委員会」（空母信濃が米潜水艦アーチャーフィッシュの雷撃に撃沈された件）委員長。1945年1月待命。1945年5月21日予備役編入。
終戦後は、B級戦犯として巣鴨プリズンに収監される。1947年11月、公職追放の仮指定を受けた。
出所後、東京都新宿区中井や練馬区石神井に移り住み、妻きみ・息子夫婦と共に生活する。
夏は軽井沢の別荘で過ごすなど、晩年は慎ましく穏やかな余生を過ごした。
1981年2月25日奈良県生駒市にて、老衰により93歳で逝去。

## 年譜
- 1910年7月 - 海軍兵学校卒業（38期）
- 1912年12月 - 戦艦「金剛」乗組
- 1913年7月 - 巡洋艦「宗谷」乗組
- 1913年12月 海軍中尉に進級・水雷学校普通科学生
- 1914年5月 砲術学校普通科学生
- 1914年12月 - 巡洋艦「阿蘇」乗組
- 1916年2月 - 駆逐艦「杉」乗組
- 1916年 - 海軍大尉に進級、海軍大学校乙種学生（航海）
- 1917年5月 海軍大学校専修学生
- 1917年12月 - 運送艦「青島」航海長
- 1918年3月 - フランス派遣
- 1920年5月 - 戦艦「榛名」分隊長
- 1920年7月 - 軽巡「龍田」航海長
- 1921年11月 - 巡洋戦艦「生駒」航海長
- 1922年5月 - 敷設艦「阿蘇」航海長
- 1922年12月 - 海軍少佐へ進級
- 1924年11月 - 海軍大学校甲種学生卒業（22期）
- 1928年12月 - フランス派遣
- 1929年 国際連盟海軍代表随員
- 1930年 フランス大使館付武官
- 1930年12月 - 海軍大佐へ進級
- 1931年8月15日　「早鞆」特務艦長
- 1931年12月1日 - 海軍兵学校教頭
- 1934年2月20日　巡洋艦「青葉」艦長
- 1934年11月15日　巡洋艦「鳥海」艦長
- 1935年11月15日　戦艦「霧島」艦長
- 1936年12月1日 - 海軍少将へ進級、第二艦隊参謀長
- 1937年11月15日 - 軍令部第二部長
- 1939年11月15日 - 第七戦隊司令官
- 1940年11月1日 - 第五戦隊司令官
- 1940年11月15日 - 海軍中将へ進級
- 1941年9月6日 - 第三戦隊司令官
- 1942年7月14日 - 第八艦隊司令長官に親補される
- 1943年4月20日 - 海軍航海学校長
- 1943年9月3日 - 第二南遣艦隊司令長官に親補される
- 1944年6月 - 南西方面艦隊司令長官 兼 第13航空艦隊司令長官に親補される
- 1944年8月 - 第三南遣艦隊司令長官を兼ねる
- 1944年11月1日 - 軍令部出仕
- 1944年12月 - 「S事件調査委員会」（空母信濃が米潜水艦アーチャーフィッシュの雷撃に撃沈された件）委員長
- 1945年1月 - 待命
- 1945年5月21日 - 予備役編入

## 栄典
- 1920年（大正9年）9月7日 - 勲四等旭日小綬章[7]
- 1942年（昭和17年）8月19日 - 勲一等瑞宝章
- 1944年（昭和19年）10月12日 - 勲一等旭日大綬章[8]